# Muidumbe
Muidumbe è un centro abitato del Mozambico situato nella provincia di Cabo Delgado ed è capoluogo dell'omonimo distretto; conta 77.489 abitanti (stima 2013).